# 意拳
意拳（いけん・yi quan）とは中国武術の一派。
王向斉が、形意拳などを基にして創始した。中国武術はどの門派もほぼ例外なく複雑な套路（型）を持っているが、意拳はそれらと異なり套路が存在せず、それが最大の特徴となっている。また徒手での戦闘に重点が置かれているが、棍や剣の練習も行う。
一定の姿勢を保ち続ける「站樁」によって内功を練ることを稽古の中心とし、「試力」「摩擦歩（走歩）」で姿勢と内功の使い方を身に着け、更に散手（組手）を積極的に行うことで実践的な運用法を習得する。意拳には套路は存在しないが、指導者によっては形意拳の套路を訓練することもある。
中国武術の精髄を集大成した拳法との意味で「大成拳」と呼ばれることもあるが、その意味には別説もある。太気拳（太気至誠拳法）、 韓氏意拳、 心会掌 、神意拳など、意拳の流れを汲む分派も存在する。